# Adamici

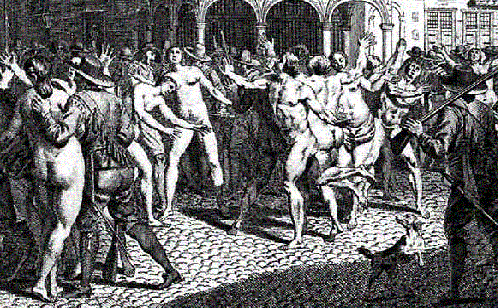
Prześladowania adamitów

Adamici (adamianie, fosariusze) – określenie wielu grup religijnych, wywodzących się z chrześcijaństwa, naśladujących nagość Adama jako symbol pierwotnej czystości człowieka przed popełnieniem grzechu pierworodnego.
Po raz pierwszy taka grupa religijna została opisana przez Epifaniusza w II wieku, była to grupa gnostyków-antynomistów z północnej Afryki. Następnie o podobnych grupach pisali Augustyn z Hippony i Izydor z Sewilli.

## XIV-XV wiek
Jest to także określenie grupy pikardów z Czech, istniejącej w XV wieku, nazwa własna tej grupy Bracia i Siostry Wolnego Ducha lub mikołaici (od imienia założyciela). Odrzucili oni doktryny husytów, głosili wspólnotę dóbr i wolną miłość, wielu z nich propagowało nagość. W 1421 roku ostatnia ich grupa pod przywództwem Piotra Kaniša została wymordowana przez wojska husyckie, dowodzone przez Jana Žižkę.

### Polska
Adamici przybyli do Polski z Czech na początku XIV wieku. Z racji tego, że spotykali się w jaskiniach i rowach, nazywano ich fosariuszami. Rzucano na nich oskarżenia o rozwiązłość, jako że na zgromadzeniach zdejmowali ubrania. Stąd też zainteresował się nimi inkwizytor krakowski Albert z Płocka. W 1505 r. zlikwidowano sektę. Pojmani szlachcice po wyrzeczeniu się herezji zostali uwolnieni. Prostych ludzi poddano zaś torturom i skazano na śmierć na stosie.

## Nowożytność
Adamici odrodzili się w Czechach w 1849 roku w mieście Chrudim pod nazwą Koło Chrudimskie. Wyznawali oni tajną doktrynę o wszechmocnej Odkupicielce Wszechświata. Ich nocne zebrania polegały m.in. na całkowitym zdjęciu ubrań, nie dochodziło tam jednak do innych ekscesów obyczajowych.
Adamitami byli także nazywani dyssenterzy (nonkonformiści) w Anglii w XVIII wieku.